# 汽车灯
汽车灯為裝設在汽車上的燈具，包括大燈（又稱頭燈，包括远光灯、近光灯）、位置燈、刹车灯、倒車燈、尾燈、霧燈、牌照燈、日间行车灯与轉向燈 (方向燈)。

## 前照灯

### 远光灯
夜间在無照明設備的路段(如郊外)使用。当对面来车时应切换为近光灯，以免强光晃眼，影响对方司机视线。远光灯的照明有效距离应在150米。
有些司机会在对面来车的情况下，依然开启远光灯。该行为可造成眩光，严重影响交通安全。此类司机被称为远光狗。
根据中华人民共和国道路交通安全法，滥用远光灯者可计1分，罚款100元。

### 近光灯
夜間在市區等地方駕駛或雨天等天氣型態駕駛使用。
近光燈的照明有效距離應在30公尺。

## 位置燈
不同的車廠設計的位置也不同。通常此燈包含在頭燈組裡(或用於方向燈)。
此燈亮度不高，適用在天氣良好的晨曦或傍晚時段。
將頭燈旋鈕撥到此段時，尾燈、牌照燈會跟位置燈一起亮。

## 刹车灯
刹车灯为红色。

## 日间行车灯
白天天气晴好时是否需要开车灯，不同的国家有不同的规定。正方认为此时开车灯不是为了自己要看清道路，而是要别人能看清自己，及时避让，减少事故发生率；反方认为没有足够数据证明它提高了安全性，反而更耗能源。当前鼓励甚至强制白天开车灯的国家有：瑞典、德国、法国、加拿大、美国等。

## 转向灯

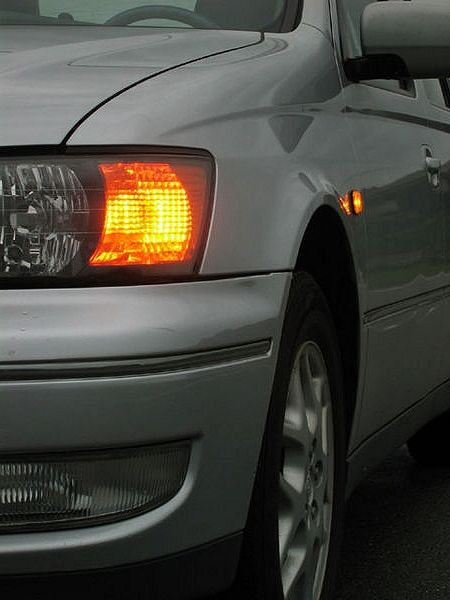
汽車的方向燈

轉向燈，亦稱指揮燈、方向指示燈或方向燈，通常為橘色，在部份國家允許紅色。通常安裝於車輛的四個邊角，部份新款車輛在後照鏡的鏡殼也安裝方向燈。
轉向燈的作用，在於在轉彎時讓一側的燈點滅閃爍以提示自己將要轉彎的方向的裝置，亦稱方向指示燈。臺灣則稱作方向燈。除轉彎外，轉向燈還用在起步、超車和變更行車線的時候。於停着車上下乘客以及突然拋錨之情形下，還常使左右方向的轉向燈同時閃爍，以引起其他行駛車輛注意。
為避免駕駛於轉向後忘記關閉方向燈，以致誤導其他車輛，多数汽车装有方向灯开关随方向盘自动回位的功能。方向燈閃爍時車內會發出同步聲響，以提醒駕駛。大型車的方向燈會在車外同一邊發出聲響以提醒車旁邊的人注意。

## 脚注
1. ↑  为何国内的远光狗越来越嚣张？.